# James Hopwood Jeans
Sir James Hopwood Jeans, FRS, angleški matematik, fizik in astronom, * 11. september 1877, Ormskirk pri Southportu, grofija Lancashire, Anglija, † 17. september 1946, Dorking, grofija Surrey, Anglija.

## Življenje in delo
Jeans je študiral na Univerzi v Cambridgeu. Od leta 1905 je živel v ZDA, od leta 1910 do 1912 je bil profesor za uporabno matematiko v Princetonu in Cambridgeu. Leta 1923 je bil raziskovalni sodelavec Observatorija Mount Wilson. Leta 1928 je bil povzdignjen v viteza.
Raziskoval je na področju dinamike in sevanja plinov. V kinetični teoriji plinov je dokazal zakon o enaki porazdelitvi energije in Maxwellov zakon porazdelitve hitrosti molekul. Na osnovi klasične teorije je izvedel enačbo, ki daje skupaj z Rayleighovo enačbo porazdelitev sevanja črnega telesa (Rayleigh-Jeansov približek).
V astronomiji je podal več teorij o kozmogoniji in leta 1917 ovrgel Laplaceovo teorijo o nastanku Osončja. Njegova teorija o nastanku Osončja s cigaro, ogromnim kosom snovi, ki ga je Soncu iztrgala bližnja zvezda, se ni dolgo obdržala zaradi male verjetnosti dogodka. Proučeval je teoretične astrofizikalne probleme. Bil je znan popularizator astronomije.

## Glavna dela
- Dinamična teorija plinov (Dynamical Theory of Gases) (1904),
- Problemi kozmogonije (kozmologije) in dinamike zvezd (Problems of Cosmogony (Cosmology) and Stellar Dynamics) (1919),
- Sevanje in kvantna teorija (Radiation and Quantum Theory) (1914),
- Vesolje okoli nas (The Universe Around Us) (1929),
- Skozi prostor in čas (Through Space and Time) (1934),
- Znanost in glasba (Science and Music) (1937),
- Novo ozadje znanosti (The New Background of Sience),
- Skrivnostno Vesolje (The Mysterious Universe) idr.

## Priznanja

### Nagrade
Kraljeva družba iz Londona mu je leta 1919 za njegove raziskave v uporabni matematiki podelila svojo kraljevo medaljo.
Kraljeva astronomska družba (RAS) mu je leta 1922 podelila zlato medaljo.